# Uehling
Uehling és una població dels Estats Units a l'estat de Nebraska. Segons el cens del 2000 tenia 275 habitants.

## Demografia
Segons el cens del 2000, Uehling tenia 275 habitants, 122 habitatges, i 71 famílies. La densitat de població era de 505,6 habitants per km².
Dels 122 habitatges en un 25,4% hi vivien nens de menys de 18 anys, en un 47,5% hi vivien parelles casades, en un 7,4% dones solteres, i en un 41% no eren unitats familiars. En el 36,9% dels habitatges hi vivien persones soles el 21,3% de les quals corresponia a persones de 65 anys o més que vivien soles. El nombre mitjà de persones vivint en cada habitatge era de 2,25 i el nombre mitjà de persones que vivien en cada família era de 2,9.
Per edats la població es repartia de la següent manera: un 27,3% tenia menys de 18 anys, un 4,4% entre 18 i 24, un 25,1% entre 25 i 44, un 22,2% de 45 a 60 i un 21,1% 65 anys o més.
L'edat mediana era de 40 anys. Per cada 100 dones de 18 o més anys hi havia 92,3 homes.
La renda mediana per habitatge era de 30.000 $ i la renda mediana per família de 39.821 $. Els homes tenien una renda mediana de 27.083 $ mentre que les dones 27.083 $. La renda per capita de la població era de 15.349 $. Aproximadament el 4,9% de les famílies i el 5,1% de la població estaven per davall del llindar de pobresa.

## Poblacions més properes
El següent diagrama mostra les poblacions més properes.